# جنیفر بیتی
جنیفر بیتی (انگلیسی: Jennifer Beattie؛ زادهٔ ۱۳ مهٔ ۱۹۹۱) بازیکن فوتبال اهل بریتانیا است.
از باشگاه‌هایی که در آن بازی کرده‌است می‌توان به باشگاه فوتبال زنان منچستر سیتی، باشگاه فوتبال زنان مون‌پلیه، تیم فوتبال زنان آرسنال، و باشگاه فوتبال منچستر سیتی اشاره کرد.
وی همچنین در تیم‌های ملی فوتبال Scotland women's national under-19 football team و زنان اسکاتلند بازی کرده‌است.